# Église Saint-Martin de Mirvaux
L'église Saint-Martin de Mirvaux est située sur le territoire de la commune de Mirvaux, dans le département de la Somme, au nord d'Amiens.

## Historique
La construction de l'église de Mirvaux remonte au XVIe siècle vraisemblablement. Le chœur a été reconstruit au XVIIIe siècle (1733). L'architecte Marest a dirigé la restauration de l'édifice en 1833. Le décor intérieur a été refait à la fin du XIXe siècle grâce au financement du chanoine Valembert, natif de Mirvaux.

## Caractéristiques
L'église est construite en craie sur un soubassement de grès selon un plan basilical traditionnel. Elle se compose d'une nef unique de quatre travées et d'un chœur de deux travées avec une abside à trois pans. Le bas-côté nord a disparu, trois arcades murées en marquent l'emplacement.
La façade, d'une grande sobriété, est surmontée d'un clocher avec un toit en pointe recouvert d'ardoise. L'intérieur est d'une grande sobriété, le plafond est composé d'une voûte en berceau en plâtre. Des poutres relient les murs de la nef entre eux. Le décor du XIXe siècle subsiste partiellement (peintures murales de l'abside). Le sanctuaire conserve un certain nombre d'objets protégés en tant que monuments historiques, au titre d'objets :
- des fonts baptismaux du XIIe siècle ;
- une statue de Vierge à l'Enfant au livre, en pierre polychrome du XVe siècle ;
- une statuette de la Vierge à l'Enfant du XVIIe siècle, en bois polychrome
- un maître-autel du XVIIIe siècle, en bois polychrome ;
- une chaire à prêcher en chêne du XVIIIe siècle ;
- une statue de saint Martin en bois polychrome du XVIIIe siècle ;
- des verrières ; des bancs (42) ; la clôture du chœur ;  un confessionnal ; une peinture monumentale ; des bannières de procession ; des bénitiers ; un calice ; des canons d'autel ; des chandeliers (33) ; un chemin de croix ; une croix de procession ; une croix d'autel ; des vases d'autel ; une cloche ; des chasubles ; pale ; dais de procession ; voile huméral, du XIXe siècle[3].